# Autopista Gran Mariscal de Ayacucho
La Autopista Gran Mariscal de Ayacucho (llamada también «Antonio José de Sucre» —ambos nombres en homenaje al referido prócer de la independencia venezolano— o simplemente «Autopista a Oriente», originalmente bautizada como Autopista «Rómulo Betancourt» y Autopista «Petare-Guarenas») es una importante arteria vial que comunica a la ciudad de Caracas con la Región Nor-Oriental de Venezuela, aunque se encuentra parcialmente inconclusa. Actualmente se encuentran en servicio algunos tramos en los estados Miranda, estado Anzoátegui y el estado Sucre.
Su administración depende directamente del Ministerio del Poder Popular para el Transporte Terrestre de Venezuela. Debido a la complejidad técnica de su construcción, la obra se ha paralizado y reanudado en numerosas ocasiones y el proyecto original ha debido ser modificado en diversas oportunidades, acarreando costos que han superado en varias veces el monto original presupuestado. El 24 de noviembre de 2007 se inauguró un ramal que comunica a la población de Higuerote en la costa oriental mirandina con Caucagua, en los valles de Barlovento.

## Historia
Aun cuando los estudios de factibilidad datan de la década de 1960, los trabajos formales de construcción no comenzaron sino hasta octubre de 1985. Con anterioridad a esta fecha, a mediados de la década de los años 1970 y aprovechando un coyuntural aumento sustancial en los ingresos de la Nación, el entonces Ministerio de Obras Públicas dio un notable empuje a la construcción de una vía expresa entre la población de Guarenas (ciudad satélite de la región capital) y Petare, parroquia caraqueña situada al extremo oriental de la ciudad, que incluyó obras de notable envergadura como el cruce de la quebrada Turumo (con viaductos y túneles incluidos) y que fue concluida en 1978.
En 1991 se inauguró el tramo Guatire-Kempis, el cual salía desde el distribuidor El Quemaíto hasta la salida hacia Kempis, donde enlazaba con la carretera nacional. Al año siguiente, se inauguró el tramo Kempis-Chuspita.
En 2006 Se inauguraron oficialmente los tramos Chuspita-Aragüita de 11 kilómetros y Caucagua-Higuerote de 42,4 kilómetros por parte de la Gobernación de Miranda y el Ministerio de Infraestructura (MINFRA), y se inició la ejecución simultáneamente del tramo Las Lapas-El Guapo de 33 km en el Estado Miranda para el que se aprobaron 197 millones de dólares en mayo de 2008 y el tramo Unare-Píritu en el estado Estado Anzoátegui de 30 kilómetros iniciado en enero de 2006, además de estar en ejecución el tramo que llegara hasta Cumaná entre los estados Sucre y Anzoategui de 21 kilómetros, todos estos tramos están a cargo de las respectivas gobernaciones de esos estados y del Ministerio ya mencionado.
El 8 de agosto de 2015 se inauguró el tramo Píritu- Barcelona en el estado Anzoategui de 13 kilómetros que permite ir de Barcelona a Píritu sin tener que pasar por Puerto Píritu. En ese mismo día se iniciaron las obras de ampliación del tramo entre el distribuidor metropolitano y el túnel de Turumo, que concluyeron el 5 de noviembre de 2015 e implicaron 3 nuevos kilómetros adicionando un canal por sentido en la entrada de Caracas, además de módulos para la GNB y policía. El 26 de agosto de 2015 se inaugura el tramo Velásquez-Paparo de 8 kilómetros.

## Ampliación de la Autopista Gran Mariscal de Ayacucho (Tramo Distribuidor Metropolitano – Turumo)
Como parte de los planes de Soluciones Viales para Caracas, en el año 2015 se realizaron trabajos de ampliación de la autopista Gran Mariscal de Ayacucho en los tres kilómetros que comprenden el tramo Distribuidor Metropolitano – Viaducto de Turumo, al agregar un canal adicional en ambos sentidos. La obra contó con una inversión de BsF. 500 millones.
Por décadas el Distribuidor Metropolitano padeció el problema de la alta congestión vehicular desde las 5 hasta las 10 a. m.. ; quienes hacían este recorrido a diario, además de madrugar, soportaban embotellamiento de hasta 2 horas para entrar a la ciudad capital.
Los 4 km desde los túneles de Turumo al Distribuidor Metropolitano en Petare, eran el nodo de mayor congestión vehicular. Un punto caliente de atascos, matutino y vespertino,, de ingreso y salida de Caracas.
En el año 2013, el entonces ministro de Transporte y Obras Públicas, Haiman El Troudi, presentó el Plan de Movilidad para la Región Metropolitana de Caracas, en el cual se diseñaron proyectos integrales y soluciones coyunturales, ejecutadas, en su mayoría, en un lapso menor a tres años.
Dentro de las acciones estructurales se contemplaron las ampliaciones de las principales vías de Caracas y, particularmente, las entradas y salidas de la ciudad.
Con estas obras, se buscó una solución al embotellamiento vehicular que afectaba a los habitantes de las ciudades de Guarenas y Guatire, así como el tránsito proveniente desde el Eje de Barlovento y el oriente de Venezuela hacia la capital del país.
El trabajo más significativo tuvo lugar en el sobreancho del Distribuidor Metropolitano, donde se eliminó un conjunto de establecimientos comerciales construidos ilegalmente y que generaban retrasos.
Con la ampliación de la Autopista GMA, 115 mil vehículos/día, ahorran 75 minutos de tiempo en cola, al mejor la velocidad de circulación del tránsito para entrar o salir de Caracas hacia Guarenas y más allá, hacia el oriente venezolano.
Los trabajos de ampliación se ejecutaron en 6 meses.
Estas obras se vieron complementadas por la ampliación de la avenida Boyacá (Cota Mil) en el tramo del Distribuidor El Marqués y el Distribuidor Boleíta, donde también se amplió la pista norte en un canal.
Los trabajos concluyeron, por parte del Ministerio del Poder Popular para el Transporte Terrestre y Obras Públicas, el 5 de noviembre de 2015. Fue entregado un tramo de 8 canales, (cuatro en cada dirección) para el uso de la colectividad. El coordinador de la Misión Transporte, Haiman El Troudi, explicó cómo se beneficiaban más de medio millón de habitantes de Guarenas-Guatire, así como toda la carga vehicular que ingresaba a la capital desde el oriente del país.
Hoy, es mucho más fácil entrar y salir de Caracas; al este de la ciudad rumbo Guarenas la autopista GMA presenta, en horas pico, una velocidad de circulación promedio de 45 km/h.

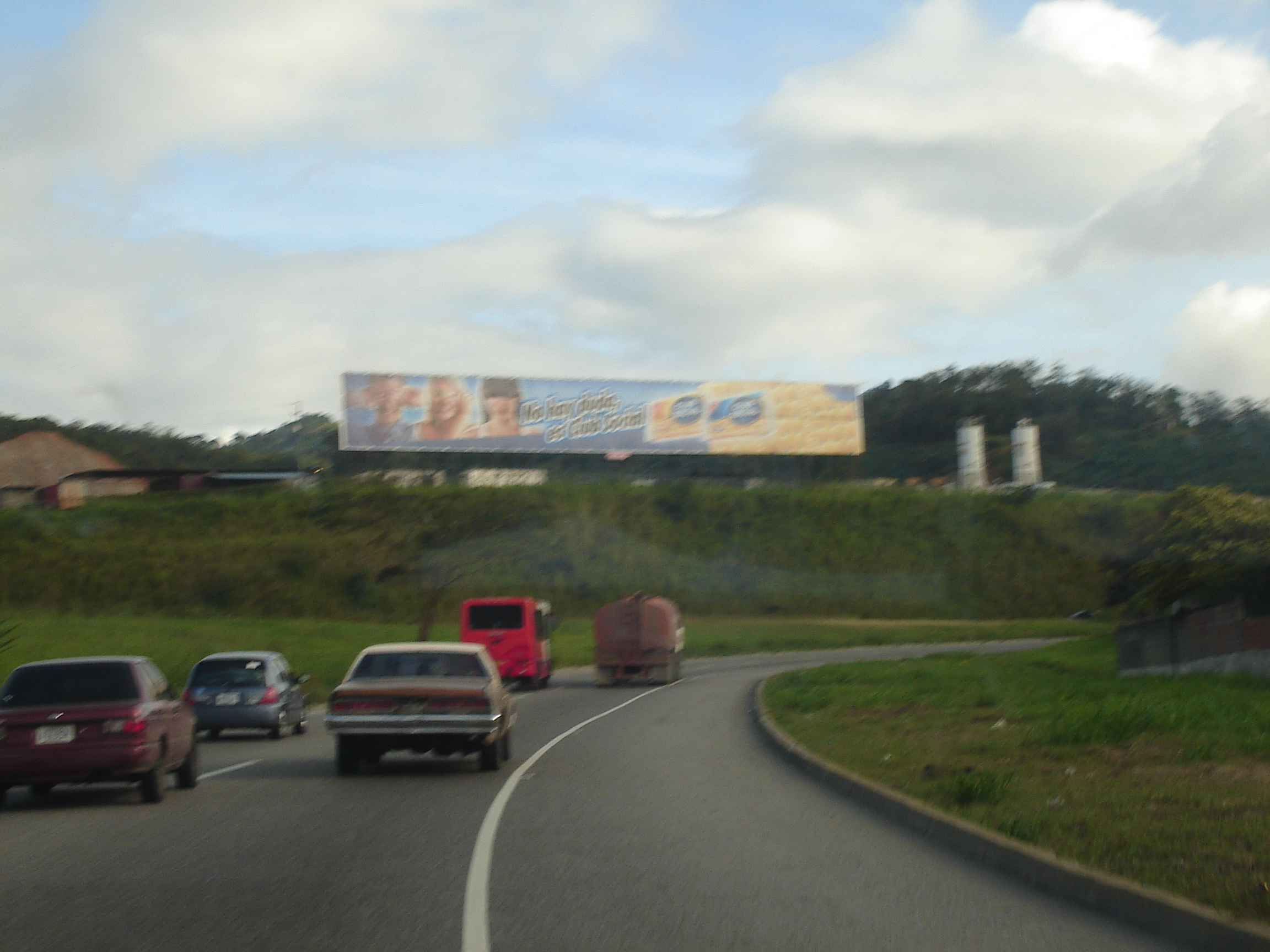
Inicio del tramo Guatire-Chuspita, Distribuidor El Quemaito.

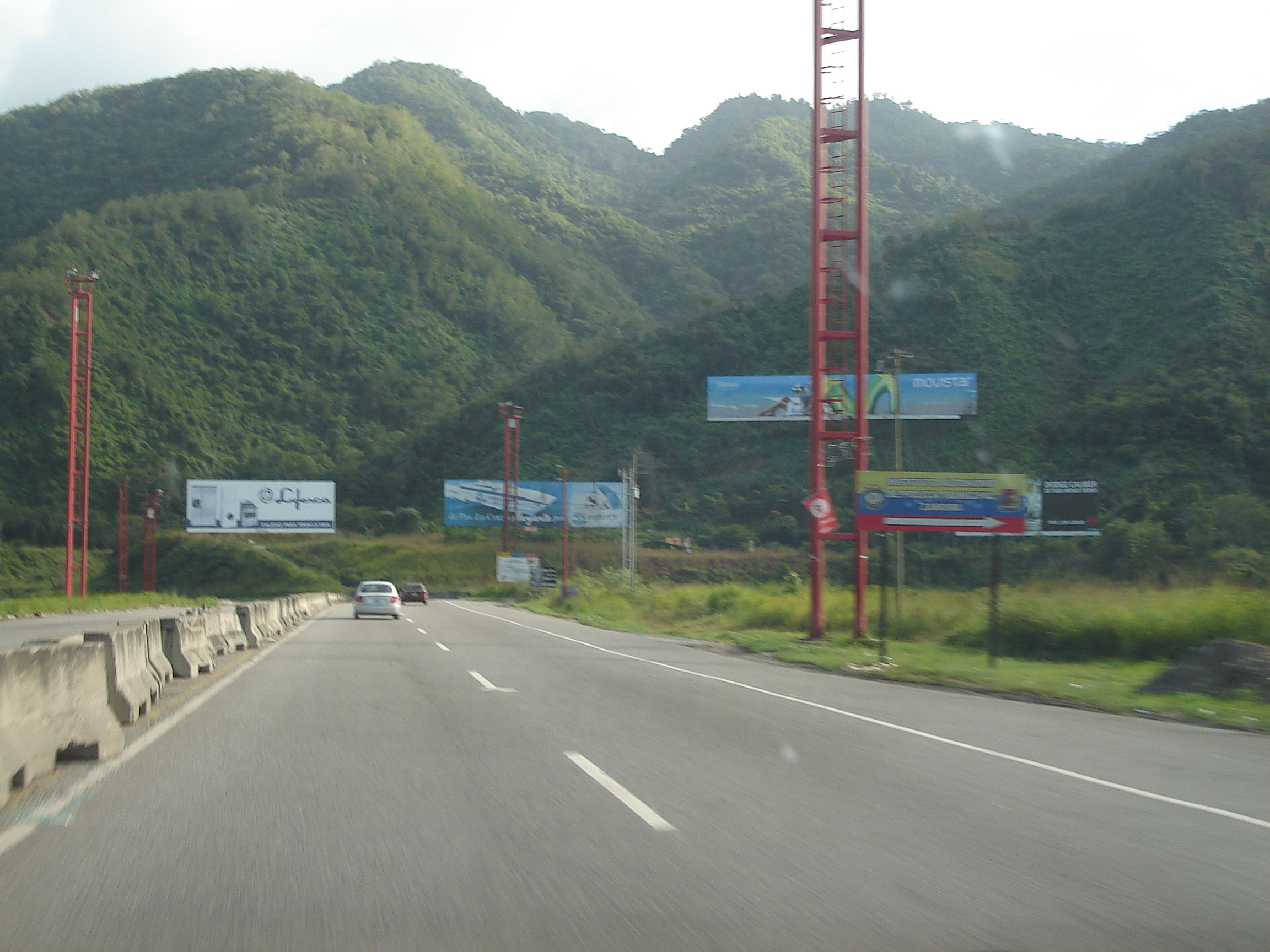
Uno de los numerosos tramos de la Autopista, en la imagen, comienzo del tramo saliendo de la ciudad de Guatire.

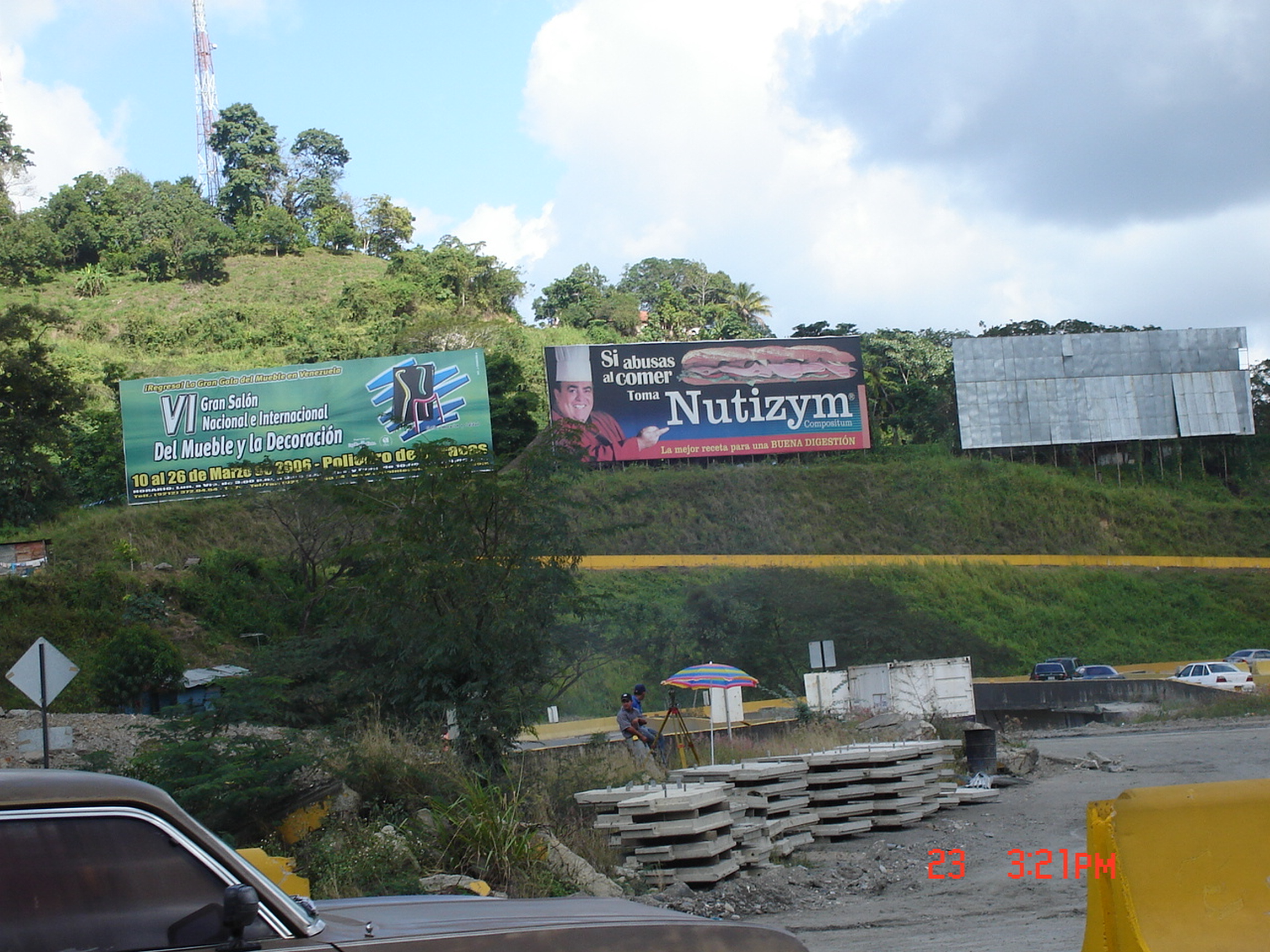
Distribuidor Chuspita, punto en donde termina de lo que antes era el tramo Guatire-Chuspita, desde ahí comienza el tramo recién construido hasta la ciudad de Caucagua.

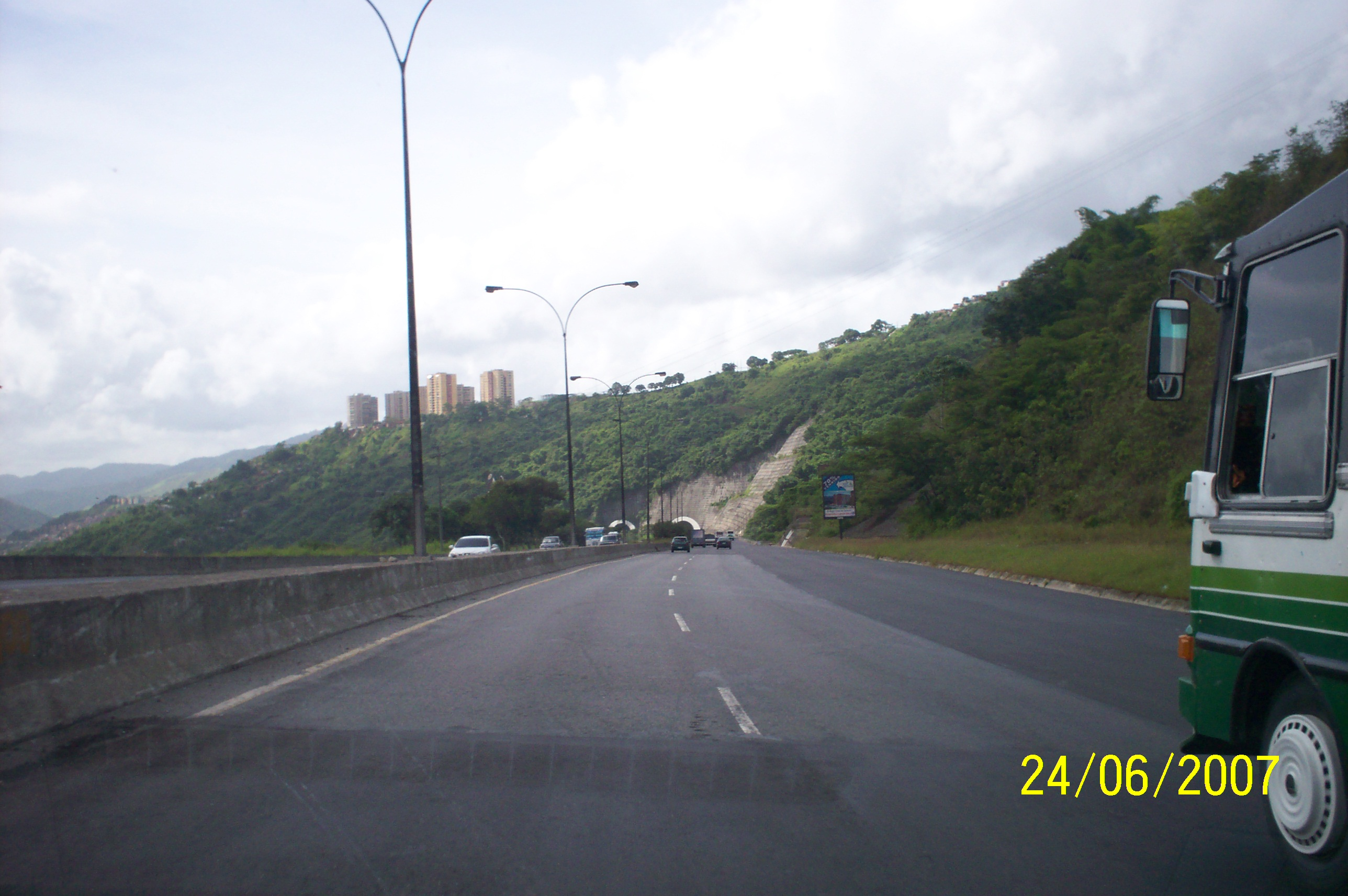
Túnel de Turumo vista hacia Guarenas, más adelante se encuentra el Viaducto del mismo nombre.

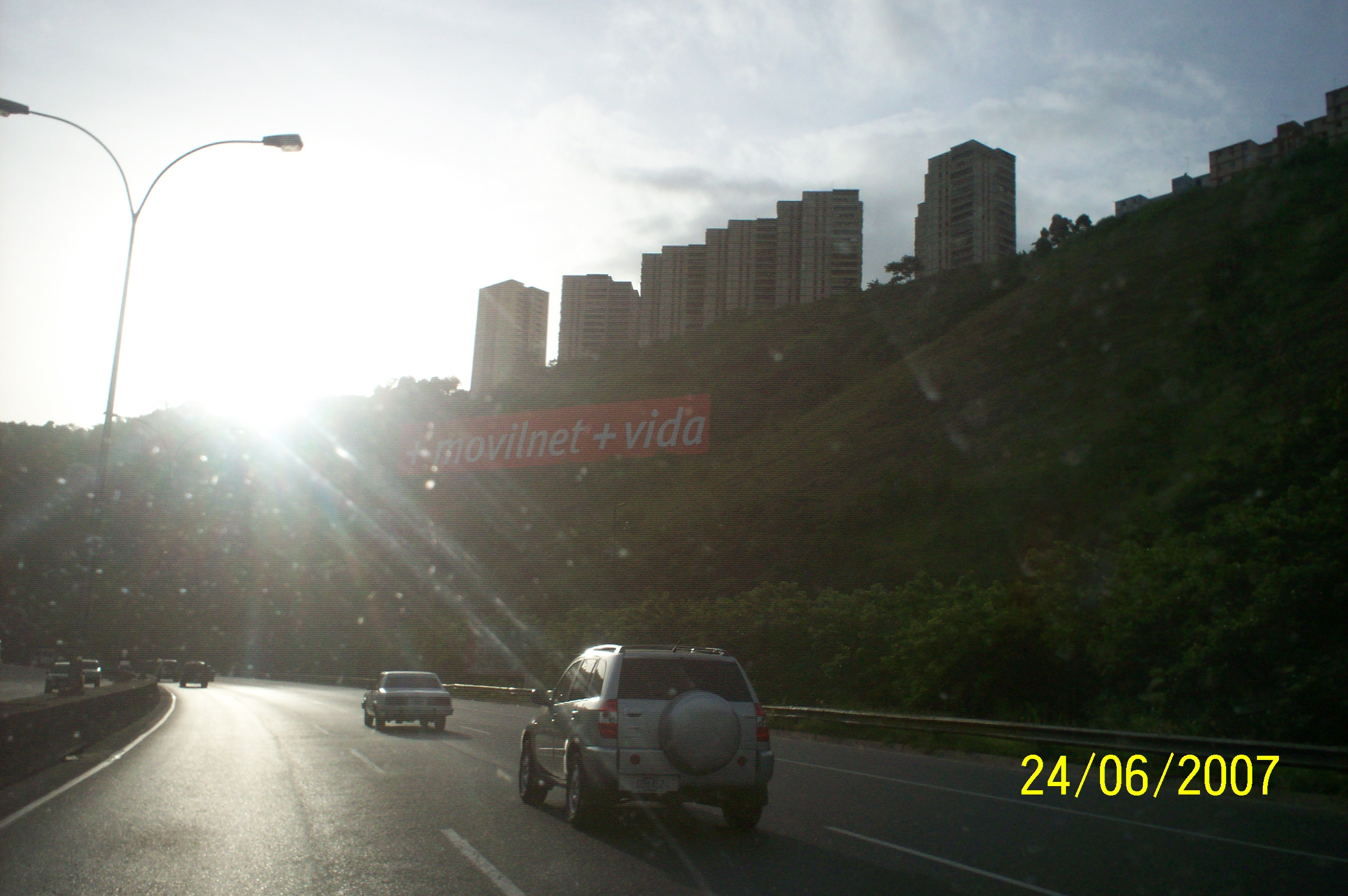
Tramo Petare Guarenas, sector Caucagita y más adelante el Túnel de Turumo.

## Trayecto

### Tramos en el Estado Miranda
- Petare-Guarenas (tramo ejecutado)
- Guarenas-Guatire 7 km (tramo sin ejecutar)
- Guatire-Chuspita (tramo ejecutado)
- Chuspita-Caucagua 11 km (tramo ejecutado)
- Caucagua-Higuerote 42,5 km (tramo ejecutado)
- Las Lapas-El Guapo 33 km (tramo ejecutado hasta San José de Barlovento)
- El Guapo-Playa Pintada (Proyectado)

Entre Guarenas y Guatire se encuentran parcialmente concluidos los tramos que conectan el distribuidor Casarapa con Nueva Casarapa (inaugurado en 2013) y la Candelaria con el distribuidor Río Grande (inaugurado en 2015 sólo la pista en sentido este). Sin embargo, la conexión entre estos dos distribuidores se continúa realizando a través de la Avenida intercomunal Guarenas - Guatire dentro de la ciudad de Guatire.

### Tramos en el Estado Anzoátegui
- Boca de Uchire-Unare (Proyectado)
- Unare-Clarines-Píritu 31 km (en obras)
- Píritu-Gran Barcelona (tramo ejecutado)
- Gran Barcelona-Área metropolitana de Cumaná  (en obras, parte de este tramo esta ya en servicio)

### Tramos en el Estado Sucre
- El Peñón - Los Bordones 26,5 (tramo ejecutado)
- El Tacal-Plan de la Mesa 5,9 km (tramo ejecutado)
- Plan de la Mesa-Bella Vista 3,6 km (en obras)
- San Esteban-Santa Fe 3 km (tramo ejecutado)
- Santa Fe-Yaguaracual (tramo ejecutado)

Esta en estudio que se prolongue la Autopista desde Cumaná hasta Güiria en el estado Sucre.

## Salidas
- Petare (Distribuidor Boyacá)
- Cota Mil (Distribuidor Metropolitano)
- Urbanizaciones Parque Caiza, Mampote y Santiago de León
- Helipuerto Ávila
- Guarenas Centro (Distribuidor La Vaquera)
- Avenida Intercomunal Guarenas-Guatire (Distribuidor Casarapa)
- Guatire (Río Grande y El Quemaíto)
- Araira
- Kempis (Futura Conexión con la Autopista La Verota)
- Caucagua (Distribuidor Aragüita)
- Higuerote (Distribuidor Merecure)
- Tacarigua
- Río Chico (Distribuidor Velázquez)
- San Fernando del Guapo
- El Guapo
- Machurucuto
- Cúpira
- Boca de Uchire
- Valle Guanape (Vía Aguas Calientes)
- Clarines
- Onoto (Vía Troncal 14)
- Píritu (Distribuidor Píritu Sur La Mascota)
- Puerto Píritu (Distribuidor Píritu Norte Las Isletas)

## Problemáticas de vialidad
Las ciudades dormitorio de Guatire y Guarenas padecen de interminables colas (tráfico) para trasladarse a la ciudad capital (Caracas) durante las horas pico tanto en la mañana como al finalizar la jornada laboral, un trayecto que normalmente toma 15 min se convierte en 2 y hasta 3 horas, esto debido a la gran afluencia vehicular.